# Valse en do dièse mineur de Chopin
 (mai 2025).
Si vous disposez d'ouvrages ou d'articles de référence ou si vous connaissez des sites web de qualité traitant du thème abordé ici, merci de compléter l'article en donnant les références utiles à sa vérifiabilité et en les liant à la section « Notes et références ».
La Valse en do dièse mineur de Chopin, op. 64 no 2, dite « Valse pure », est une valse pour piano seul composée par Frédéric Chopin. C'est la seconde des trois valses opus 64. Elle est publiée en 1847 et dédiée à Mme la baronne Charlotte de Rothschild, une élève de Chopin.

## Histoire

### Contexte
Né en Pologne où il commence sa carrière, Frédéric Chopin (1810-1849) s'installe définitivement à Paris en 1831, ou il devient un des plus importants pianistes virtuoses et compositeurs de musique classique de la période romantique du XIXe siècle. Victor Hugo y écrit alors son célèbre roman Notre-Dame de Paris (1831), et Honoré de Balzac écrit ses œuvres majeures de La Comédie humaine, le peintre Eugène Delacroix devient un de ses plus proches amis, et il partage la vie mondaine de la romancière George Sand de 1838 à 1847.

### Écriture

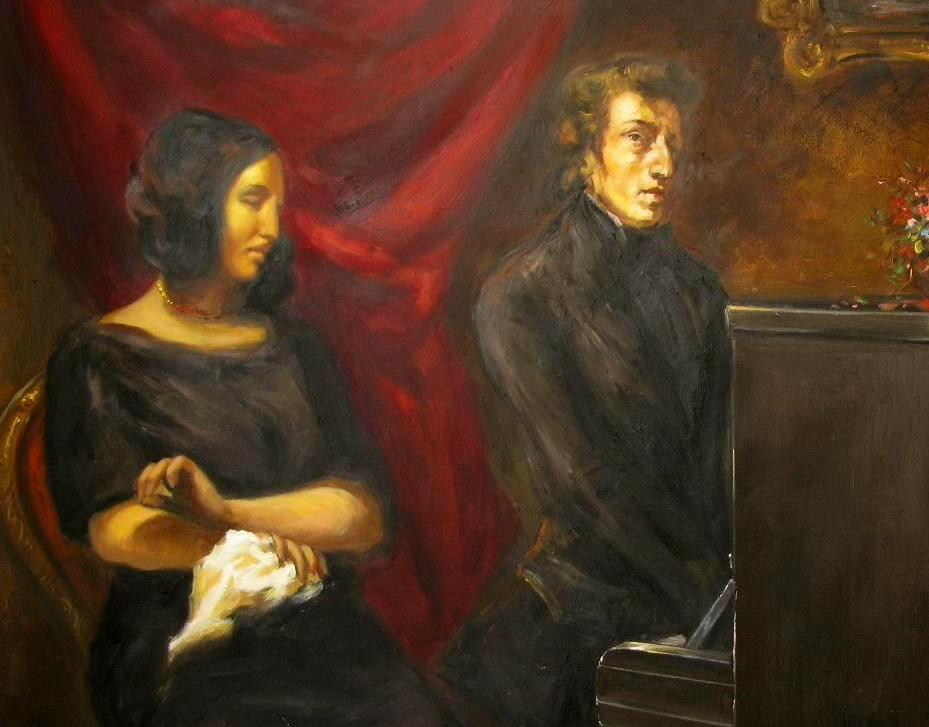
Frédéric Chopin au piano (et sa compagne George Sand) par Eugène Delacroix, en 1837.

Cette célèbre valse romantique est une des ultimes œuvres de Frédéric Chopin, composée un an après sa rupture avec George Sand, et deux ans avant que la tuberculose l'emporte à son logement du 12, place Vendôme à Paris, à l'âge de 39 ans (à l'image de l'ultime lied, poème lyrique romantique allemand, Der Hirt auf dem Felsen (Le Pâtre sur le rocher) du compositeur allemand Franz Schubert). 
Son ultime concert du 16 février 1848 à Paris est un immense succès malgré l'important état d'affaiblissement du compositeur. 
Cette danse à trois temps, oscillant entre gaieté et de mélancolie, est inspirée du rythme slave des polonaises et mazurkas, souvenirs de musique traditionnelle de sa Pologne natale. Elle est associée à sa Valse minute Op. 64, No. 1, dédiée à son amie et muse la comtesse Delfina Potocka. 
La Valse en do dièse mineur est reprise en version orchestrée dans le ballet Les Sylphides de Michel Fokine, créé en 1909 pour les Ballets russes.

## Composition
Cette valse est composée de trois grandes parties :
- Thème A : tempo giusto (en do dièse mineur) ;
- Thème B : più mosso (toujours mineur, le thème composé de croches, avec une harmonie à la main gauche) ;
- Thème C : più lento  (en ré bémol majeur).

Elle est de forme A-B-C-B-A-B.

## Postérité

### Cinéma et télévision
- 1976 : Les vécés étaient fermés de l'intérieur de Patrice Leconte
- 1982 : La Boum 2 de Claude Pinoteau, à l'audition de danse de Samantha
- 2002 : L'Auberge espagnole de Cédric Klapisch
- 2006 : La Tourneuse de pages de Denis Dercourt, dans la scène d'audition tout au début du film
- 2007 : L'Heure zéro de Pascal Thomas
- 2008 : Valse avec Bachir d'Ari Folman
- 2004 : Desperate Housewives de Marc Cherry (pilote)
- 2007 : Secret de Jay Chou, thème repris (avec variations) dans le duel de piano du film
- 2009 : LOL de Lisa Azuelos
- 2020 : Les Choses qu'on dit, les choses qu'on fait d'Emmanuel Mouret

### Chanson
- 2006 : Amies-ennemies (en) de Nâdiya : reprise de la Valse en do dièse mineur dans le thème B[4].